# محمود لودهي
محمود لودهي (8 أغسطس 1961) لاعب شطرنج محترف باكستاني هو بطل وطني حامل لقب الدولية للماجستير وحصل على بطولة وطنية للشطرنج سجل 14 مرة. فاز ببطولة الشطرنج الآسيوية للكبار لعام 2015 في 50+ الفئة.

## روابط خارجية
- محمود لودهي على موقع الاتحاد الدولي للشطرنج (الإنجليزية)
- محمود لودهي على موقع مباريات الشطرنج (الإنجليزية)
- محمود لودهي على موقع 365Chess.com (الإنجليزية)
- محمود لودهي على موقع Chesstempo.com (الإنجليزية)
- محمود لودهي سجل أولمبياد الشطرنج على موقع OlimpBase.org (الإنجليزية)